# Tommy Taylor (rugby à XV)
Pour les articles homonymes, voir Taylor et Tommy Taylor.

a Compétitions nationales et continentales officielles uniquement.

b Matchs officiels uniquement.
Dernière mise à jour le 2 octobre 2023.
Tommy Taylor, né le 11 novembre 1991 à Macclesfield (Angleterre), est un joueur international anglais de rugby à XV jouant au poste de talonneur à Sale.

## Biographie
Il devient un joueur des Sale Sharks en 2011, comme son père l'a été auparavant.
En 2014, il est appelé avec l'équipe d'Angleterre dans le groupe pour le match contre les Barbarians. Au cœur du Tournoi des Six Nations 2016, il remplace dans le groupe Jamie George, blessé. Le 29 mai 2016, Taylor entre pour la première fois sur le terrain avec le « XV de la rose » depuis le banc contre le Pays de Galles (victoire 27-13). À l'été 2016, il change de club pour rejoindre les Wasps, avec qui il apparaît 26 fois et marque 4 essais en Premiership lors de sa première saison, qui s'achève avec une finale perdue pour son équipe.
Le talonneur revient au club de Sale en 2021, signant un contrat de trois ans.
En juin 2023, il signe pour un nouveau rôle, celui d'entraîneur assistant au club de Maccesfield.

## Palmarès
- Sale Sharks
  - Finaliste du Championnat d'Angleterre en 2023.
- Wasps
  - Finaliste du Championnat d'Angleterre en 2017 et 2020.